# Mimoscudderia
Mimoscudderia is een geslacht van rechtvleugeligen uit de familie sabelsprinkhanen (Tettigoniidae). De wetenschappelijke naam van dit geslacht is voor het eerst geldig gepubliceerd in 1914 door Carl.

## Soorten
Het geslacht Mimoscudderia omvat de volgende soorten:
- Mimoscudderia modesta Carl, 1914
- Mimoscudderia picta Carl, 1914